# Goldenes Zeitalter (Polen-Litauen)

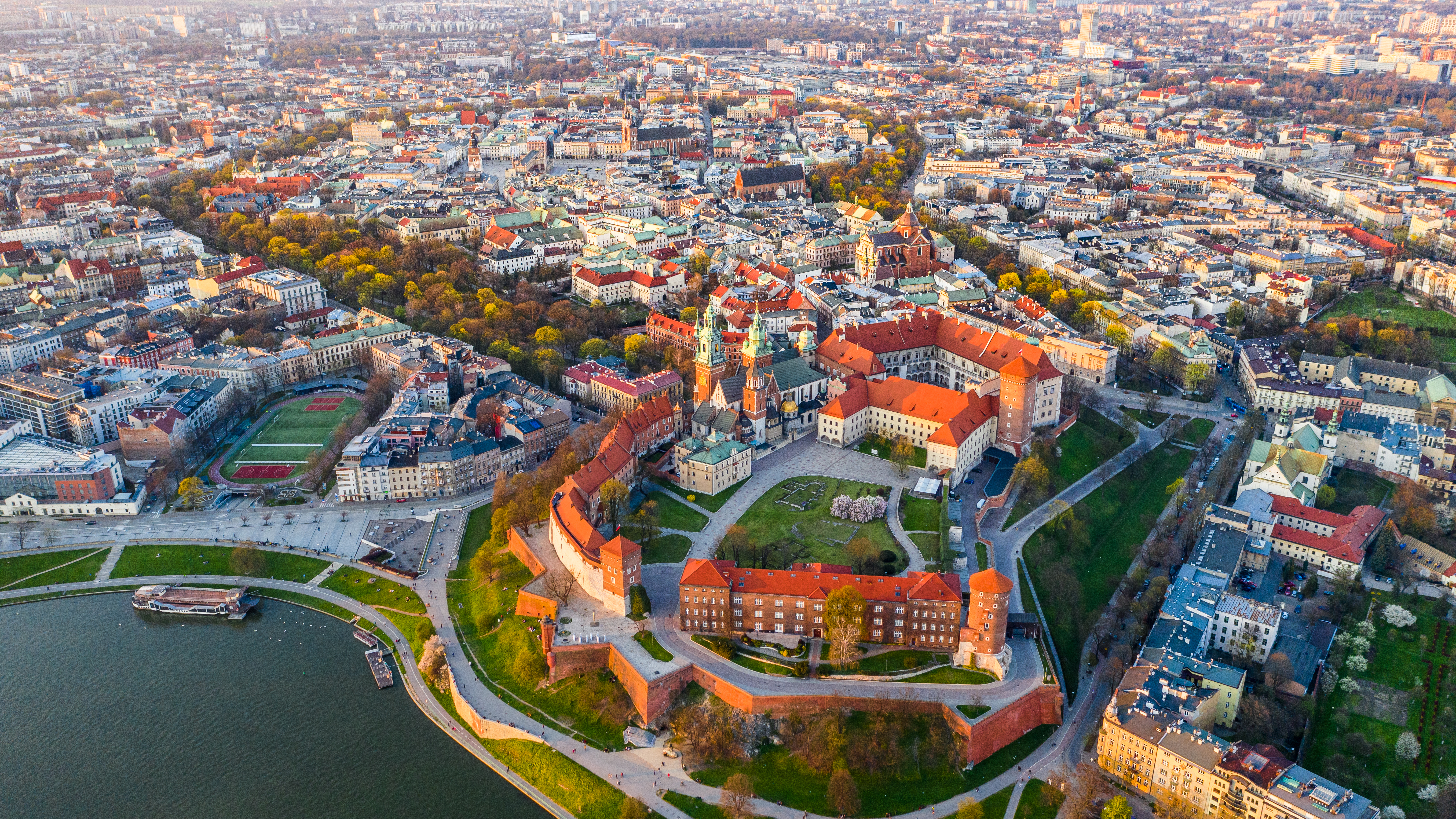
Altstadt von Krakau mit der Königsburg Wawel im Vordergrund

Als das Goldene Zeitalter Polen-Litauens (Polnisch: Złoty wiek Polski) wird die Zeit der Personalunion unter den (späten) Jagiellonen in der frühen Neuzeit in der polnischen und litauischen Geschichte bezeichnet, die als Epoche hoher kultureller Blüte gilt. Teilweise werden auch die ersten Wahlkönige Heinrich Valois und Stephan Báthory zum Goldenen Zeitalter gerechnet. Es fällt mit der kulturellen Epoche der Spätgotik und Renaissance zusammen.

## Grundlagen
Die Grundlagen für das Goldene Zeitalter Polen-Litauens schufen die letzten Könige der Piastendynastie Ladislaus Ellenlang und Kasimir der Große. Ersterer einigte in mehreren Kriegen das Königreich wieder. Letzterer gründete zahlreiche Städte und Dörfer nach Magdeburger Recht, holte deutsche Siedler und Juden ins Land, modernisierte die Verwaltung und gründete die Krakauer Universität. Mit der Union von Krewo und der Schlacht von Tannenberg wurden von Ladislaus Jagiełło die politischen Grundlagen für den Aufstieg von Polen-Litauen zur Großmacht gelegt. Sein Sohn Kasimir IV. Andreas erlangte im Dreizehnjährigen Krieg mit der Inkorporation von Pommerellen mit Danzig und Elbing den Zugang zur Ostsee, was den Weichselhandel förderte, und die Lehensabhängigkeit Preußens von Polen. Durch eine geschickte Heiratspolitik konnte er mit seiner Ehefrau Elisabeth von Habsburg seine Söhne auf die Throne von Ungarn und Böhmen sowie Polen-Litauen setzen, seine zahlreichen Töchter heirateten in die Dynastien der Wittelsbacher, Wettiner, Hohenzollern, Greifen und Piasten ein.

## Eingrenzung
Als Beginn des Goldenen Zeitalters wird in der Regel der Beginn der Regierungszeit Kasimir IV. Andreas um die Mitte des 15. Jahrhunderts bzw. der Zweite Frieden von Thorn 1466 angenommen. Als Ende der Tod von Sigismund II. August 1572 beziehungsweise der Regierungsantritt des Hauses Wasa 1587, der das Silberne Zeitalter einläutete.

## Gegebenheiten
Die Personalunion Polen-Litauen umfasste in dieser Zeit ca. 1 Million Quadratkilometer Fläche und ca. 11 Millionen Einwohner. Als Exporteur von Getreide, Rindern, Holz, Honig, Flachs galt Polen-Litauen zu dieser Zeit als Kornkammer Europas. Polnisch-litauische Magnaten bauten zahlreiche Latifundien auf, die sie zu den reichsten Familien machten. Hauptstadt war Krakau, das in dieser Zeit ebenfalls seine Blütezeit erlebte. Der Königshof auf dem Wawel zählte zu den größten Residenzen in Europas. Danzig, Elbing und Thorn gehörten zu den reichsten Handelsstädten in dieser Zeit. Politisch, militärisch und wirtschaftlich war Polen-Litauen in seiner Blütezeit. Polen-Litauen war zu dieser Zeit von religiöser Toleranz geprägt, es galt als Land ohne Scheiterhaufen in Europa.

## Personen
Verbunden mit diesem Goldenen Zeitalter sind vor allem folgende Personen:

### Humanisten und Wissenschaftler
- Nikolaus Kopernikus (1473–1543), Domherr des Fürstbistums Ermland in Preußen, Astronom und Arzt
- Conrad Celtis (1459–1508), deutscher Humanist und Dichter
- Filippo Buonaccorsi (1437–1496), italienischer Humanist, Schriftsteller und Staatsmann der Renaissance
- Zbigniew Oleśnicki (1389–1455), Kleriker und Staatsmann
- Johannes Longinus (1415–1480), Diplomat, Geograph und Historiker
- Johannes Dantiscus (1485–1548), Bischof des Bistums Kulm und des Bistums Ermland, Diplomat und Dichter
- Martin Cromer (1512–1589), Theologe, Fürstbischof von Ermland und Chronist
- Bernard Wapowski (1450–1535), Kartograf und Historiker
- Josephus Struthius (1510–1568 oder 1569), Mediziner, Professor der Medizin und Rhetorik
- Maciej Miechowita (1457–1523), Historiker, Geograph, Arzt und Wissenschaftsorganisator
- Wawrzyniec Grzymała Goślicki (1530–1607), Bischof, politischer Denker und Philosoph
- Marcin Bielski (1495–1575), Historiker und Dichter
- Maciej Stryjkowski (1547–1593), Dichter, Historiker, Diplomat und Priester
- Gregor von Sanok (1403–1477), Professor an der Krakauer Akademie, Erzbischof von Lemberg, erster Vertreter des Humanismus in Polen und Kritiker der Scholastik

### Reformatoren
- Johannes a Lasco (1499–1560), Theologe und Reformator
- Fausto Sozzini (1539–1604), italienischer Jurist und unitarischer Theologe
- Francesco Stancaro (um 1501–1574), italienischer Humanist, Mediziner, Hebraist, unitarischer Theologe und Reformator in der Schweiz, Polen, Preußen und Siebenbürgen
- Andrzej Frycz Modrzewski (1503–1572), Renaissance-Gelehrter, Humanist und Theologe

### Schriftsteller
- Mikołaj Rej (1505–1569), Dichter, Poet und Politiker
- Jan Kochanowski (1530–1584), Dichter
- Łukasz Górnicki (1527–1603), Humanist, Schriftsteller, Poet, Sekretär und Kanzler von König Sigismund II. August von Polen
- Klemens Janicki (1516–1543), lateinischer Dichter
- Biernat z Lublina (um 1465–nach 1529), Dichter, Fabelschreiber und Arzt.
- Mikołaj Sęp Szarzyński (um 1550–1581), Dichter

### Musiker
- Jan z Lublina (um 1490–um 1550), Komponist, Organist und Chorleiter
- Wacław z Szamotuł (um 1520–um 1560), Komponist geistlicher Werke
- Mikołaj Gomółka (um 1535–nach 1591, wahrscheinlich 1609), Musiker und Komponist
- Mikołaj Zieleński (um 1560–um 1620), Organist und Komponist

### Maler
- Hans Dürer (1490–1534), deutscher Maler und Zeichner
- Jan Polack (ca. 1450–1519), Maler der Spätgotik
- Nicolaus Haberschrack, Maler und Bildhauer
- Michael Pictorellus, Maler und Holzschnitzer
- Stanisław Samostrzelnik (um 1485–1541), polnischer Renaissancekünstler und Zisterziensermönch
- Jan Wielki († 1497), Maler
- Adam aus Krakau, Maler
- Adam aus Lublin, Maler
- Martin Kober (1550–vor 1609), schlesischer Maler des Manierismus und des Frühbarocks
- Meister des Dominikaner-Triptychons, Maler
- Meister des Dreifaltigkeits-Triptychons, Maler
- Meister der Verkündigung von Jodłownik, Maler
- Meister des Balthasar-Behem-Kodex

### Bildhauer
- Veit Stoß (um 1447–1533), deutscher Bildhauer und -schnitzer der Spätgotik
- Stanislaus Stoß (um 1478–1528), Bildhauer und -schnitzer der Spätgotik
- Jörg Huber (vor 1495–nach 1509), Bildhauer und -schnitzer der Spätgotik
- Hans Snycerz († 1545), Bildhauer und -schnitzer der Spätgotik
- Sebastian Tauerbach († 1552), Bildhauer und -schnitzer der Spätgotik
- Mateo Gucci (um 1500–um 1570), Architekt, Bildhauer und Steinmetz der Renaissance
- Santi Gucci (um 1530–um 1600), polnisch-italienischer Renaissancearchitekt und Bildhauer
- Marcin Marciniec († 1518), Goldschmied der Spätgotik
- Jan Michałowicz (um 1530–um 1583), Bildhauer und Architekt
- Giovanni Maria Mosca (1493–1574), Architekt, Bildhauer und Steinmetz der Renaissance

### Architekten
- Benedikt von Sandomir, Architekt, Bildhauer und Steinmetz der Renaissance
- Eberhard Rosemberger († 1527), Maurer und Architekt der Renaissance
- Francesco Fiorentino († 1516), Architekt, Bildhauer und Steinmetz der Renaissance
- Bartolommeo Berrecci (um 1480–1537), Architekt, Bildhauer und Steinmetz der Renaissance
- Bernardo Morando (um 1540–1600), Architekt, Bildhauer und Steinmetz der Renaissance
- Giovanni Cini (zwischen 1490 und 1495–1565), Architekt, Bildhauer und Steinmetz der Renaissance
- Giovanni Battista (um 1492–1567), Architekt, Bildhauer und Steinmetz der Renaissance
- Filippo da Fiesole (um 1500–nach 1540), Architekt, Bildhauer und Steinmetz der Renaissance